# جون شيبرد
جون شيبرد (بالإنجليزية: John Shepherd)‏ هو ممثل أمريكي، ولد في 18 نوفمبر 1960 في الولايات المتحدة.

## أعمال

### أفلام
- (1985) بداية جديدة
- (2008) رجم ثريا[1]

## وصلات خارجية
- جون شيبرد على موقع IMDb (الإنجليزية)
- جون شيبرد على موقع قاعدة بيانات الفيلم (الإنجليزية)